# Darren Deschryver
Darren Bryan Deschryver (* 30. Mai 1972) ist ein ehemaliger US-amerikanischer Basketballspieler.

## Werdegang
Deschryver, ein 2,13 Meter großer Innenspieler, war von 1991 bis 1996 Student an der Fordham University und gehörte der Basketballhochschulmannschaft an. In 103 Einsätzen erreichte er einen Punkteschnitt von 5,1 je Begegnung und sammelte im Mittel 4,1 Rebounds je Partie ein.
Er war als Berufsbasketballspieler zunächst in der United States Basketball League (USBL) und im Spieljahr 1997/98 dann bei Croatia Line Rijeka in Kroatien beschäftigt und wechselte zur Saison 1998/99 zum USC Heidelberg in die deutsche 2. Basketball-Bundesliga. Im Anschluss an das Spiel gegen den TV Lich am letzten Heimspieltag der Saison 98/99 wurde Deschryver gegen Lichs Jan Bokemeyer handgreiflich, woraufhin der USC den US-Amerikaner entließ.
In der Saison 1999/2000 stand Deschryver bei KK Krka Novo Mesto in Slowenien unter Vertrag und nahm mit der Mannschaft auch am Spielbetrieb des europäischen Vereinswettbewerb Saporta-Cup teil. Anschließend war er im Jahr 2000 Mitglied der Mannschaft Long Island Surf in der USBL.